# Lasiodiamesa rawsoni
Lasiodiamesa rawsoni är en tvåvingeart som beskrevs av Lars Zakarias Brundin 1966. Lasiodiamesa rawsoni ingår i släktet Lasiodiamesa och familjen fjädermyggor.
Artens utbredningsområde är Saskatchewan. Inga underarter finns listade i Catalogue of Life.